# Karod
Karod ist eine der indonesischen Kei-Inseln.

## Geographie
Karod liegt in einer Bucht an der Westküste von Kei Besar, der östlichen Hauptinsel des Archipels. Südlich befinden sich in der Bucht noch die Inseln Wat und Nota. Westlich, am Eingang der Bucht liegt die Insel Nuhuyanan. Karod gehört zum Distrikt (Kecamatan) Kei Besar des Regierungsbezirks (Kabupaten) der Südostmolukken (Maluku Tenggara). Dieser gehört zur indonesischen Provinz Maluku.